# De arte illuminandi
Il De arte illuminandi è un ricettario tecnico in latino, di autore anonimo composto nel XIV secolo, che descrive dettagliatamente le tecniche e i segreti del mestiere della miniatura. È la prima opera legata al sapere artistico in Europa con scopi didattici che raccolga i dati e le indicazioni del mondo degli esperti per apprendisti: per la prima volta si cerca di trattare in maniera ordinata, sistematica e chiara tutto il sapere legato alla miniatura.

## Storia
Se ne conserva una copia, incompleta, presso la Biblioteca Nazionale di Napoli (manoscritto XII.E.27). In questi ultimi anni è stato ritrovato un nuovo esemplare, corredato di un titolo (Libellus ad faciendum colores dandos in carta), presso l'Archivio di Stato dell'Aquila (manoscritto S 57), che si ritiene sia appartenuto al beato Bernardino da Fossa, frate minore, permettendo così di identificare ulteriori elementi sulla composizione di questo testo e sulla sua tradizione.

## Descrizione
Si compone di 31 capitoli, dove ciascuno affronta un argomento specifico della confezione di un libro e poi delle sue miniature. Come nel precedente Teofilo, anche qui l'autore nel prologo dedica l'opera alla glorificazione di Dio e consacra il lavoro dell'artefice di opere sacre.
Nei primi due capitoli si trattano i collanti per fissare i colori, dal terzo iniziano le ricette per i vari singoli colori: nero, bianco, rosso, giallo, azzurro, verde, rosaceo e il brasile, un colore rosso vivo di origine vegetale che finì per dare il nome al paese sudamericano. Si descrive anche come usare tali colori, per gli incarnati, per dare un effetto di rilievo, ecc..
Da tredicesimo capitolo si parla dei fissaggi per l'oro su pergamena, poi si tratta delle colle fino al capitolo 18 compreso, dove è presente un'antologia delle colle conosciute (tutte a base naturale). Successivamente si parla di come si devono mordenzare i colori e fissarli su pergamena, stando ben attenti a usare supporti che non interagiscano con i colori stessi durante la preparazione (veniva infatti consigliato un piano di porfido).
I capitoli 22 e 23 sono dedicati al cinabro, il 24 agli arnesi e i supporti, con particolare riguardo ai pennelli, il 29 parla del trattamento della pagina per ottenere brillantezza e lucidità dei colori.
Il trattato è incompleto e sono andati perduti gli ultimi capitoli.

## Edizioni
Di questo ricettario nel 1975 Franco Brunello ha curato un'edizione bilingue (latino con italiano a fronte) in mille esemplari per i tipi di Neri Pozza Editore (Vicenza); l'opera è stata riedita nel 1992. A seguito della scoperta dell'esemplare presso l'Archivio di Stato dell'Aquila, Cristiana Pasqualetti ha redatto una nuova edizione critica del trattato nel 2011.